# Consell
Pour les articles homonymes, voir Consell.
Consell (en catalan et en castillan) est une commune d'Espagne de l'île de Majorque dans la communauté autonome des Îles Baléares. Elle est située au centre de l'île et fait partie de la comarque du Raiguer.

## Géographie

Localisation de l'île Majorque dans les Îles Baléares.
Localisation de Consell dans l'île de Majorque.
Localisation de la comarque du Raiguer dans l'île de Majorque.

## Histoire
Consell, qui faisait partie de la commune d'Alaró, a été élevée au rang de commune en 1930.